# Veery
De veery (Catharus fuscescens) is een vogelsoort uit de familie lijsters (Turdidae).

## Verspreiding en leefgebied
Deze soort komt voor in Noord-Amerika en telt 4 ondersoorten:
- Catharus fuscescens fuscescens: oostelijk Canada en de oostelijke Verenigde Staten; overwintert in Brazilië.
- Catharus fuscescens fuliginosus: van zuidwestelijk Newfoundland tot zuidelijk centraal Quebec; overwintert in Zuid-Amerika.
- Catharus fuscescens salicicola: westelijk Canada en de westelijke Verenigde Staten; overwintert in westelijk Brazilië (Mato Grosso).
- Catharus fuscescens subpallidus: van noordelijk Washington tot noordoostelijk Oregon, westelijk Montana en Colorado.